# Petavia attenuata
Petavia attenuata är en fjärilsart som beskrevs av Moore 1879. Petavia attenuata ingår i släktet Petavia och familjen Callidulidae. Inga underarter finns listade i Catalogue of Life.